# Arvid Mörne
Arvid Mörne, född 6 maj 1876 i Kuopio, död 15 juni 1946 i Grankulla, var en finlandssvensk diktare, författare och folkbildare. Mörnes inspirationskällor var främst Nylands skärgård, men hans texter färgades även av hans politiska övertygelse som socialist.

## Biografi
Mörne blev student 1894, filosofie magister 1897 och förestod 1899–1908 Mellersta Nylands folkhögskola. År 1913-43 docent i inhemsk litteratur vid Helsingfors universitet. Han debuterade 1899 med samlingen Rytm och rim, deltog aktivt i kampen mot förryskningspolitiken och intog samtidigt en radikal ståndpunkt i sociala frågor, en inställning som återspeglas i diktsamlingarna Nya sånger (1901) och Ny tid (1903). Mörnes nästa diktsamling Döda år utkom 1910, och under mellantiden hade han ägnat sig åt litteraturhistorien. 1910 blev han filosofie licentiat och publicerade arbeten om Josef Julius Wecksell (1910) och Aleksis Kivi (1911). År 1911 lät Arvid Mörne bygga Villa Granmora i Grankulla, där han bodde till sin död.
Ideologiskt intresserade sig Mörne för tre politiska rörelser, den svenska samlingsrörelsen, den socialdemokratiska arbetarrörelsen och det aktivistiska motståndspartiet. Som ung student kom han i kontakt med fattiga arbetare på landsbygden, vilket ledde till att han stod arbetarrörelsen nära under mer än ett decennium. År 1913 skrev han dramat De sex orden (1913), som var starkt politiskt. Orden som titeln syftade på var "Proletärer i alla länder förenen Eder!” och pjäsen var ämnad för politiskt bruk i svenska arbetarföreningar.
Våldsdåden i samband med novemberstrejken 1917 fick Mörne att ta avstånd från de revolutionära och han tog ställning för den vita sidan när finska inbördeskriget bröt ut 1918. Då var han visserligen inte längre medlem i Finlands Socialdemokratiska Parti utan hade i det närmaste blivit socialliberal.[källa behövs] I början av 1930-talet motsatte han sig offentligt Lapporörelsen. Under andra världskriget gjorde han ingen hemlighet av sin starka avsky för nazism och fascism.
Arvid Mörnes mest kända dikt är den tonsatta Båklandets vackra Maja. 
I Brunnsparken i Helsingfors finns en skulptur av Arvid Mörne. Minnesmärket beställdes av Viktor Jansson och blev färdig 1951 till minnet av Mörnes 75-årsjubileum.

### Lyrik
- 1899 –  Rytm och rim. Helsingfors: Söderström. Libris 4fngtpkp2ngmxlqs. https://litteraturbanken.se/f%C3%B6rfattare/M%C3%B6rneA/titlar/RytmOchRim/sida/6/faksimil?om-boken
- 1901 –  Nya sånger. Helsingfors: Wentzel Hagelstam. Libris ct8xczgn9lw9vpf4. https://litteraturbanken.se/f%C3%B6rfattare/M%C3%B6rneA/titlar/NyaS%C3%A5nger/sida/VI/faksimil?om-boken
- 1903 –  Ny tid. Stockholm: Björck & Börjesson. Libris xfc43bh5vznmpxb5. https://litteraturbanken.se/f%C3%B6rfattare/M%C3%B6rneA/titlar/NyTid/sida/VI/faksimil?om-boken
- 1910 – Döda år
- 1910 – Kantat vid invigningen av Finlands studentkårs nya avdelningshus den 26 november 1910
- 1913 –  Skärgårdens vår. Stockholm: Bonnier. Libris 22660761. https://litteraturbanken.se/f%C3%B6rfattare/M%C3%B6rneA/titlar/Sk%C3%A4rg%C3%A5rdensV%C3%A5r/sida/III/faksimil?om-boken
- 1916 –  Sommarnatten: dikter. Stockholm: Bonnier. Libris l4wbjlvwjw8q2xr4. https://litteraturbanken.se/f%C3%B6rfattare/M%C3%B6rneA/titlar/Sommarnatten/sida/III/faksimil?om-boken
- 1918 –  Offer och segrar: från Finlands kampår. Stockholm: Bonnier. Libris sb32h9nrq02pzvzx. https://litteraturbanken.se/f%C3%B6rfattare/M%C3%B6rneA/titlar/OfferOchSegrar/sida/III/faksimil?om-boken
- 1919 – Höstlig dikt
- 1924 – Lyrik
- 1924 –  Vandringen och vägen. Stockholm: Bonnier. 1924. Libris zhp4cszxwmw84jnf. https://gupea.ub.gu.se/2077/82885
- 1926 –  Mörkret och lågan. Stockholm: Bonnier. 1926. Libris j28l06gqglq2vsfx. https://gupea.ub.gu.se/2077/82862
- 1928 –  Morgonstjärnan. Stockholm: Bonnier. 1928. Libris 0jq2h13nxwfx7sbk. https://gupea.ub.gu.se/2077/82865
- 1930 –  Den förborgade källan. Helsingfors: Schildt. 1930. Libris m59dsnrhk61fshbn. https://gupea.ub.gu.se/2077/82628
- 1931 –  Det ringer kväll. Stockholm: Holger Schildts förlag. [1931]. Libris 7rw0cr245lbvpgdv. https://gupea.ub.gu.se/2077/82624
- 1933 – Finsk dikt i svensk tolkning tillsammans med Erik Kihlman
- 1934 –  Under vintergatan. Helsingfors: Schildt. 1934. Libris 1kr737qhzqwt9clb. https://gupea.ub.gu.se/2077/82896
- 1935 –  Hjärtat och svärdet. Stockholm: Wahlström & Widstrand. 1935. Libris vdlxcxpwsn7zrf5q. https://gupea.ub.gu.se/2077/82866
- 1937 –  Atlantisk bränning. Helsingfors: Schildt. 1937. Libris 0jnr4shkxp6vb4f1. https://gupea.ub.gu.se/2077/82625
- 1939 –  Över havet brann Mars. Stockholm: Bonnier. 1939. Libris dx4lgcgsbt2zvdmp. https://gupea.ub.gu.se/2077/82895
- 1941 –  Sånger i världsskymning. Helsingfors: Schildt. 1939. Libris zhp51bj2wdhqlxqt. https://gupea.ub.gu.se/2077/82898
- 1942 – Tysk lyrik i svensk tolkning av Arvid Mörne
- 1944 –  Sfinxen och pyramiden. Stockholm: Bonnier. 1944. Libris 7rznhl5056v5hmbj. https://gupea.ub.gu.se/2077/82976
- 1946 –   Solbärgning. Efterlämnade dikter. Stockholm: Bonnier. 1946. Libris p7fwr05cmq2cf4b1. https://gupea.ub.gu.se/2077/82897

### Lyriksamlingar
- 1917 – Valda dikter
- 1919 – Samlade dikter I–VIII
- 1926 – Dikter i urval
- 1936 – Vandringsdagen. Lyrik i urval 1924–35
- 1947 – Vårstorm. Lyrik i urval 1899–1919
- 1947 – Sista milen. Lyrik i urval 1937–1946

### Skådespel
- 1903 – Bland bränningarna. Interiör i 2 tablåer
- 1913 – De sex orden
- 1914 –  Ödemarksdramer I Den helige Henricus. Stockholm: Albert Bonniers förlag. 1914. Libris h17k0f9pf23mbrwd. https://gupea.ub.gu.se/2077/82864
- 1918 –   Fädernearvet : skådespel i fyra akter. Helsingfors: Fundament. 1918. Libris 1kr9ncldzbpxtbp8. https://gupea.ub.gu.se/2077/82904
- 1920 –  Solens återkomst : skådespel i tre akter. Helsingfors: Schildt. 1920. Libris 3mtdzqs117xgx5g5. https://gupea.ub.gu.se/2077/82954

### Romaner och noveller
- 1913 – Den svenska jorden. En nyländsk novell
- 1915 –  Strandbyggaröden. 1, Den svenska jorden : en nyländsk novell. Borgå: Schildt. Libris 4nmshdhz23znx36c. https://litteraturbanken.se/f%C3%B6rfattare/M%C3%B6rneA/titlar/Strandbyggar%C3%B6den1/sida/VII/faksimil?om-boken
- 1917 –  Strandbyggaröden. 2, Lotsarnas kamp : noveller från Finlands svenska skärgårdan. Borgå. Libris xgfl96f1vxv4w8jg. https://litteraturbanken.se/f%C3%B6rfattare/M%C3%B6rneA/titlar/Strandbyggar%C3%B6den2/sida/V/faksimil?om-boken
- 1917 – Strandbyggaröden 3. Från fjärdarna
- 1917 – Den röda våren
- 1921 –  Inför havets anlete. Stockholm: Bonnier. 1921. Libris 8s0knmgr65vz0znr. https://gupea.ub.gu.se/2077/82930 (finsk översättning 1921, holländsk översättning 1941)
- 1921 – Prosa
- 1922 –  Kristina Bjur d. Stockholm: Bonnier. 1922. Libris k390p0nvhb74928l. https://gupea.ub.gu.se/2077/82973 (tysk översättning 1943, fransk översättning 1949)
- 1923 –  Klas-Kristians julnat. Stockholm: Bonnier. 1923. Libris g06rwls1djc8lv9l. https://gupea.ub.gu.se/2077/82933
- 1925 –  Ett liv. Stockholm: Bonnier. Libris 19596282. https://litteraturbanken.se/f%C3%B6rfattare/M%C3%B6rneA/titlar/EttLiv/sida/3/etext?om-boken
- 1928 –  Någon går förbi på vägen. Stockholm: Bonnier. Libris 0j6fdl0pxf8t93qv. https://litteraturbanken.se/författare/MörneA/titlar/NågonGårFörbiPåVägen/info
- 1945 –  Det förlorade landet och andra berättelser. Helsingfors: Schildt. 1945. Libris n6dtstxnlhvtqr3s. https://gupea.ub.gu.se/2077/82882

### Uppsatser, essäer, tal med mera
- 1906 – Från jul till nyår
- 1908 – Militarismen och fredsfrågan
- 1909 –  Josef Julius Wecksell : en studie. Helsingfors: Svenska litteratursällskapet i Finland. Libris 1kjpd9f8zs24wt7v. https://litteraturbanken.se/f%C3%B6rfattare/M%C3%B6rneA/titlar/JosefJuliusWecksell/sida/7/faksimil?om-boken
- 1911 – Allsvensk ungdom
- 1911 – Alexis Kivi och hans roman Seitsemän veljestä
- 1916 –  Från "Saima" till "Vikingen": en studie över den svenska nationalitetsidéns utveckling i Finlands press. Borgå: Schildt. Libris k3vt867shz70s4qf. https://litteraturbanken.se/f%C3%B6rfattare/M%C3%B6rneA/titlar/Fr%C3%A5nSaimaTillVikingen/sida/1/faksimil?om-boken
- 1917 – På trehundraårsdagen av Nystads grundläggning
- 1918 –  Sverige och det svenska Finland. Stockholm: Nationalförl. Libris 9tlk2ms57hp647sq. https://litteraturbanken.se/f%C3%B6rfattare/M%C3%B6rneA/titlar/SverigeOchDetSvenskaFinland/sida/III/faksimil?om-boken
- 1918 – Finlands nyare svenska litteratur
- 1918 –  Sverige-Åland-Finland: finlandssvenska synpunkter i Ålandsfrågan. Helsingfors. 1918. Libris 7mqtrwv45v12hvhl. https://urn.kb.se/resolve?urn=urn:nbn:se:kb:eod-2771678 - Tillsammans med Bruno Lesch.
- 1920 –  Nya Wecksellstudier. Helsingfors: Svenska litteratursällskapet i Finland. Libris cwv1qmrv9thd9gmz. https://litteraturbanken.se/f%C3%B6rfattare/M%C3%B6rneA/titlar/NyaWecksellstudier/sida/7/faksimil?om-boken
- 1924 – De svenska frågorna och riksdagsvalet
- 1927 –  På finländsk grund : uppsatser och tal från tre årtionden. Helsingfors: Söderström. 1927. Libris 7rznjc8c53f26d2l. https://gupea.ub.gu.se/2077/82981
- 1927 – Axel Olof Freudenthal och den finlandssvenska nationalitetstanken
- 1930 – Till alla svenskar i Nyland
- 1932 – Kring Emil von Quantens "Fennomani och skandinavism"
- 1936 –  Axel Olof Freudenthal. Liv och gärning. Helsingfors: Svenska folkpartiet. 1936. Libris tchl0t91rv2v1dlv. https://gupea.ub.gu.se/2077/82627
- 1939 –  Lyriker och berättare : finlandssvenska studier. Stockholm: Norstedt. 1917. Libris q8gw4mt7ntgjpck3. https://gupea.ub.gu.se/2077/82886
- 1943 – Det övergivna samvetet : uppsatser i urval. Stockholm: Bonnier. 1943. Libris zhn9mjrzwrg9qkcq. https://gupea.ub.gu.se/2077/82708
- 1952 – Politiska flyktingar i Kyrkslätt

### Översättningar
- Larin-Kyösti: Dikter (öfvers. af Gunnar Castren, Dagmar Forstén, Bertel Gripenberg, Rafael Lindqvist, Wilhelm Lundström, Arvid Mörne, Jacob Tegengren, 1908)
- Aleksis Kivi: Natt och dag: skådespel i en akt (Yö ja päivä) (Bonnier, 1915)
- Finsk dikt (i svensk tolkning av Arvid Mörne och Erik Kihlman, Schildt, 1933)
- Tysk lyrik (Bonnier, 1942)

## Priser och utmärkelser
- 1931 – De Nios Stora Pris
- 1940 – De Nios Stora Pris
- 1944 – Svenska Akademiens stora pris